# Remo Pannain
Remo Pannain (Roma, 24 giugno 1901 – Roma, 15 aprile 1967) è stato un giurista italiano.

## Biografia
Laureato in giurisprudenza presso l'Università di Napoli il 6 dicembre 1922, il giorno successivo fu iscritto all'albo tenuto dai Consigli dell'Ordine degli avvocati e di disciplina dei procuratori di Napoli. Da quel momento Pannain, frequentando lo studio dell'avvocato Giovanni Napolitano (padre dell'ex presidente della repubblica italiana), si dedicò anche alla professione forense: ciò fino al 1925, quando vinse il concorso per uditore giudiziario. Nel gennaio 1939, dopo tredici anni di magistratura (fu uditore a Milano, pretore a Venosa, Montesarchio e Modugno, giudice prima al tribunale di Genova poi a quello di Roma), vinse il concorso per la cattedra di diritto e procedura penale. Lasciò quindi la magistratura e diede corso a quello che era stato il suo primo desiderio, la professione forense.
Insegnò come professore ordinario presso le Università di Camerino (della quale fu anche rettore), di Trieste e infine di Napoli. Fu consigliere dell'Ordine degli avvocati di Roma dal 1962 al 1967. Nel 1945 fondò la rivista giuridica Archivio Penale della quale fu direttore fino alla morte. È stato autore di numerose monografie e di diverse voci del Nuovo digesto italiano.
Nel periodo luogotenenziale fu chiamato dal ministro della giustizia Tupini a far parte di una commissione di autorevoli giuristi per la revisione del codice penale (2 gennaio 1945), ma la abbandonò appena fu certo l'accantonamento della proposta, da lui avversata, di un ritorno al Codice Zanardelli. Con Delogu e Leone fu il più strenuo sostenitore della modernità del Codice Rocco contro le opinioni che vi vedevano esclusivamente un impianto politico di matrice fascista. La sua linea, improntata alla necessità di riforme parziali, prevalse nella dottrina italiana e contribuì decisivamente al mantenimento del codice anche dopo l'entrata in vigore della Costituzione.

## Opere principali
- Critica di un saggio di conciliazione del libero arbitrio e della teoria positiva, Napoli, Achille Cimmaruta, 1929.
- Il delitto di favoreggiamento: articoli 378 e 379 codice penale, Napoli, R. Pironti, 1933.
- Gli elementi essenziali e accidentali del reato, Roma, Athenaeum, 1936.
- Manuale di diritto penale, Roma, Corte d'Assise, 1942 (4ª ed. Torino, UTET, 1967).
- Il possesso nel diritto penale, Roma, Edizioni della Bussola, 1946.
- Delitti contro la moralità pubblica e il buon costume, Torino, UTET, 1952.
- La struttura del reato, Milano, Vallardi, 1958.
- I delitti contro la vita e la incolumità individuale, Torino, UTET, 1965.
- I delitti dei pubblici ufficiali contro la pubblica amministrazione, Napoli, Jovene, 1966.